# ۲۹ مهر
۲۹ مهر دویست و پانزدهمین روز سال در گاه‌شماری خورشیدی است. به پایان سال ۱۵۰ روز (۱۵۱ روز در سال کبیسه) باقی‌است.

## رویدادها

### طبیعی
- ۱۳۹۰ - سیل مهر ۱۳۹۰ شمال ایران
- ۱۳۹۷ - طوفان ۱۳۹۷ مهران

### جنگ
- ۱۳۵۹ - دیدار کمیته حسن نیت سازمان کنفرانس اسلامی شامل حبیب شطی، یاسر عرفات و محمد ضیاء الحق با خمینی به‌منظور میانجیگری در جنگ ایران و عراق

### سیاست
- ۲۲۲ ق. ه - یزدگرد اول، پادشاه ساسانی اعلام کرد که در مناسباتش با دولت روم، مذاکره و صلح را به جنگ ترجیح می‌دهد.
- ۱۳۲۶ - مصدق، حائری زاده، صالح، هدایتی، علوی، حسین مکی دولت رزم آرا را به علت تعلل در استیفای حقوق ملت ایران و عدم اجرای قانون، در مورد نفت جنوب استیضاح نمودند.
- ۱۳۳۲ - اعلام آمادگی آنتونی ایدن، وزیر امور خارجه بریتانیا، برای تجدید روابط سیاسی کشورش با ایران
- ۱۳۳۳ - تصویب قرارداد نفت با کنسرسیوم در مجلس شورای ملی با ۵ رأی مخالف
- ۱۳۳۷ - تصویب لایحه از کجا آورده‌ای در مجلس شورای ملی
- ۱۳۵۷ - تظاهرات ضدسلطنتی دانشجویان در دانشگاه‌های تهران و ملی (دانشگاه شهید بهشتی کنونی)
- ۱۳۵۷ - تحصن علمای حوزه علمیه قم در مدرسه خان، برای اعتراض به فاجعه مسجد جامع کرمان
- ۱۳۵۷ - اعتصاب کارکنان وزارت کشور و پالایشگاه نفت تهران و بانک ایران و انگلیس

### فرهنگی
- ۱۳۸۰ - اعطای جایزه کتاب سال ۲۰۰۱ سوئیس به محمدرضا بایرامی، نویسنده
- ۱۳۸۰ - کسب مقام اول جشنواره بین‌المللی طنز آندرومدا ایتالیا، توسط بهرام عظیمی، کاریکاتوریست
- ۱۳۸۰ - اعطای قلم زرین چهل و دومین دو سالانه تصویرگری بلگراد به رضا یوسف‌زاده، تصویرگر

## زادروزها
- ۱۳۰۲ - ساموئل خاچیکیان، کارگردان، تدوینگر، نویسنده، تهیه‌کننده و آهنگساز ارمنی‌تبار (درگذشته ۳۰ مهر ۱۳۸۰)
- ۱۳۴۲ - احمد بادکوبه هزاوه، پژوهشگر و استاد تاریخ و تمدن ملل اسلامی

## درگذشت‌ها
- ۱۳۷۵ - سید فتح‌الله بنی‌صدر، برادر ابوالحسن بنی‌صدر
- ۱۳۸۷ - مهرانگیز دولت‌شاهی، اولین زن سفیر (به دانمارک)، نماینده مجلس شورای ملی (زادروز ۱۲۹۶)
- ۱۳۹۰ - یحیی شیدا، شاعر
- ۱۳۹۳ - محمدرضا مهدوی کنی، رئیس مجلس خبرگان رهبری
- ۱۴۰۰ - حسن حنفی، متفکر مسلمان و مصری

## مناسبتهای نجومی
- اوج سالانه بارش شهابی جباری

## مناسبت‌های ایران
- روز صادرات[۱]